# 常平关帝庙
34°55′55″N 110°57′03″E / 34.93194°N 110.95083°E
常平关帝庙亦称关帝祖祠、关府、常平关帝家庙，位于中国山西省运城市盐湖区解州镇常平村（古名下冯村）西侧，南面中条山，北倚盐池，西距解州关帝庙约8公里，在运城市区西南10公里。该庙为纪念关羽的家庙，由关羽故宅改建并扩展而成，2006年被列为第六批全国重点文物保护单位。

## 历史
据清代卢湛辑《关圣帝君圣迹图志全集》所考证，关羽为解州常平下冯村宝池里五甲人，村内中条山阴有其祖茔。常平关帝庙始建年代不详，相传其前身为关羽故宅，关羽避难出走时其父母投井而亡，后人于井上建塔（即祖宅塔）以表之。1985年在崇宁殿台明西南角、背面廊檐下发现隋唐时期细绳纹砖数块，可能当时已出现祠庙。
金大定十七年（1177）里人王兴重修祖宅塔，按当时解州律学张开谨所撰《汉关大王祖宅塔记》只提及塔而无未提及庙，但明万历年间解州知州魏养蒙认为庙亦为当时所创建，并记载其最初庙在前、塔在后，庙坐南朝北，有大门、仪门、正殿和寝殿各三间，周围环廊四十间。最迟至明成化时庙已存在，成化十二年（1476）、嘉靖二年（1523）和嘉靖九年（1530）由当地村民三次重修，至明代中叶常平关帝庙仍为一座民修庙宇，参与修缮的包括常平村及附近的曲村、蚕房村村民和一些来自北方卫所的盐商。
自明代嘉靖以后常平关帝庙转为官修，嘉靖二年（1523）巡按御史王秀竖“关王故里”石牌坊于塔前，其后巡盐御史尚维持、宋仪望等认为庙在前、塔在后，“坐背考妣非宜”，遂将庙移至塔后，改为坐北朝南，并移石牌坊于最前，至嘉靖三十四年（1515）重修后其布局依次为三间四柱石牌坊、大门四间（两侧耳门各两间）、祖宅塔（大门内稍东）、献殿、正殿六间（前有东西庑各十间）和寝宫四间。地方官员同时在嘉靖四十四年（1565）和崇祯二年（1629）于祭祀礼仪上分别增加了每年清明节与五月十三日（相传为关羽忌日）的祭扫，其中清明节时由州官亲诣行礼，一祀本庙，一祀祖茔，并在隆庆三年（1569）购地二十余亩作为庙田。有研究认为官方对庙宇的重修和改制与常平村所在的盐池南部私盐贩运有关，常平村不仅处在护卫盐池的要冲，同时还位于通往河南平陆县的一条盐道旁，官修常平关帝庙可以利用关羽崇拜加强对各村的管理，并借助关羽神威震慑当地的盗盐者。
清乾隆二十八年（1763），解州知州言如泗又在寝宫后建圣祖殿，祀关羽始祖龙逄公及曾祖光昭王、祖裕昌王和父成忠王。

## 建筑

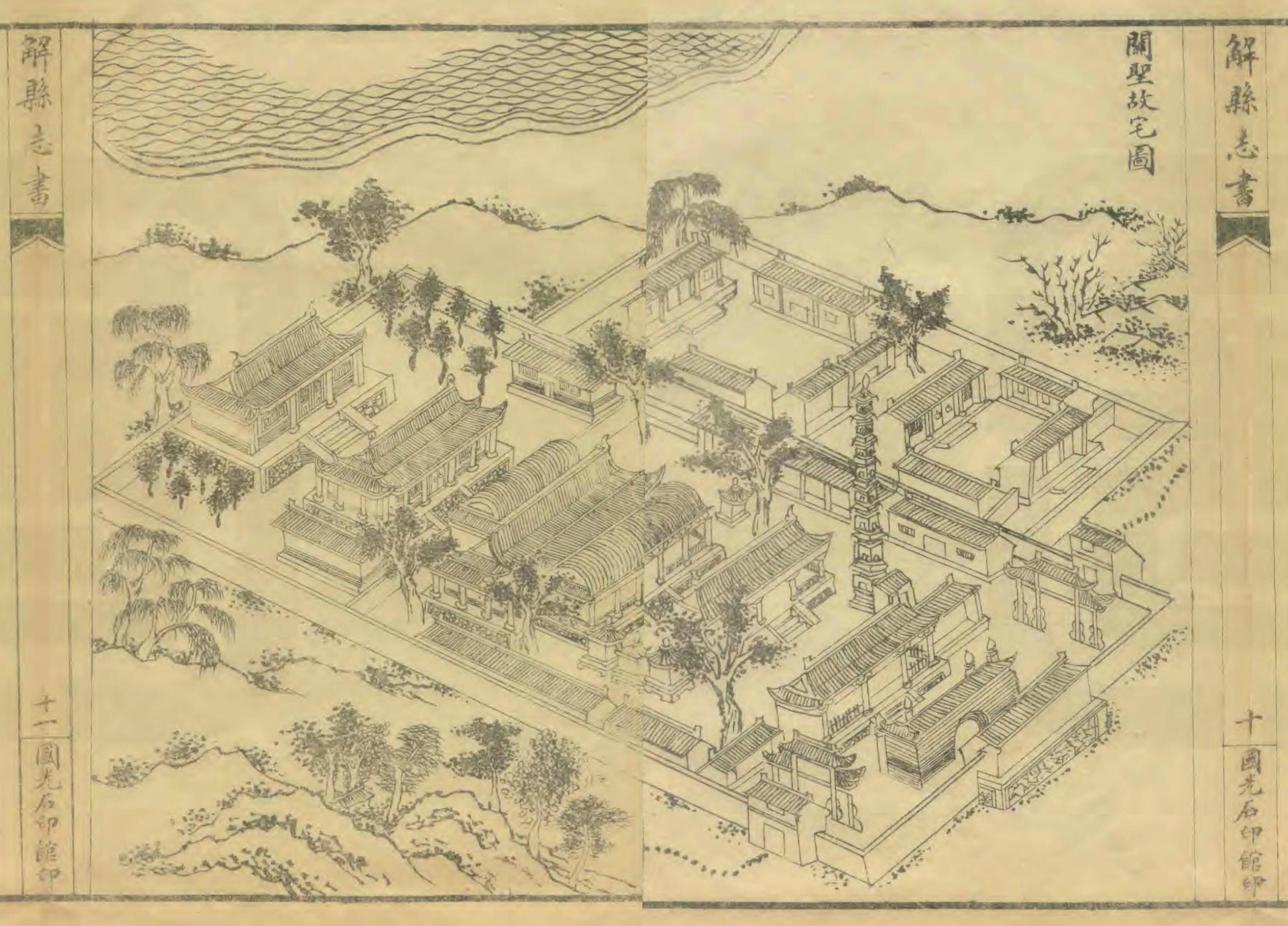
民国九年（1920）《解县志》关圣故宅图

常平关帝庙现存建筑为清代重修，其布局前朝后寝，庙内单独设有娘娘殿、太子殿与圣祖殿，分别供奉关羽夫人、子关平、关兴及关羽祖先，在各地关帝庙中为孤例。此外因常平关帝庙的建筑多属民间筹资所为，其建筑用材普遍存在不考究和不规范之处，材料搭配、工程做法中民间手法较为普遍。
今建筑坐北朝南，占地约1.5万平方米。中轴线上依次为“关王故里”石坊、山门、祖宅塔、仪门、献殿、崇宁殿、娘娘殿和圣祖殿。。
- “关王故里”石坊：位于关帝家庙正南。横额题为“关王故里”。四柱三间。明间两柱雕蟠龙。次间题明嘉靖二年七月（1523年）巡按检察御史王秀立。
  - 两侧有三间四柱木牌坊各一，分别题“灵钟鹾海”和“秀毓条山”，再两侧为钟楼、鼓楼。

- 山门：面阔三间，建于清嘉庆二十二年（1817），悬山顶

- 祖宅塔：山门与仪门的东侧，砖塔，八角七级。高约10米。塔下原为水井，相传关羽避难出走时，其父母投井身亡。东汉中平元年（184年）于井上建塔，金大定十七年（1177年）重修。

- 仪门：清嘉庆二十二年（1817）重修，面阔三间，進深二椽，悬山顶。
  - 匾额：
    - “神盈宇宙”，明间中柱門楣，楷书黑底綠字。
    - “義拯黎庶”：後檐明間。楷书黑底黃字。1997年芮城韓明頭、任博雲题。
    - “中條發跡”：明間雙步梁。行书黑底金字。1996年福建泉州洪瀨眾弟子敬。
    - “神威顯赫”：明間雙步梁。行书黑底金字。1995年臺灣省臺中市南屯區玉德宮副主任委員張秋德、委員王慶豐、王鴻儒獻。
    - “功德無量”：前檐明間。楷书黑底紅字。1995年屈啟曉。

  - 两侧有碑亭各一间，分别为明嘉靖三十四年（1555）《解州常平里重修汉义勇武安王庙记》碑和四十四年（1565）《重修解州常平义勇武安王庙记》碑，再两侧为东西庑各十间

- 献殿：面阔、进深各三间，悬山顶。牌匾“浩然正氣”：獻殿明間檐下。楷书紅底金字。2003年天津馬樹君敬，古绛州王陸書。

- 崇宁殿：因宋徽宗崇宁三年（1104年）关羽被封“崇宁真君”而得名。现为清嘉庆年间遗构，面阔五间，进深四间，重檐九脊歇山顶。四周回廊。殿内供奉关公彩塑帝装像，两侧殿柱悬挂一副歌颂关公勇武的楹联。（两侧有官厅、官库各三间）

- 娘娘殿：面阔进深各五间，重檐歇山顶。四周回廊。宋金之际，已建专殿奉祀。明万历四十二年（1614年）被封“九灵懿德式肃英皇后”。供奉关夫人。东西厢房设有关平夫妇、关兴夫妇殿。（两侧有太子殿各三间）

- 圣祖殿：位于中轴线最北端。面阔三间，进深四椽，悬山顶。供奉关氏始祖夏大夫忠谏公关龙逄，东侧供奉关公曾祖光昭公，祖父裕昌公、父成忠公及西侧曾祖母、祖母和母亲的塑像。圣祖三公系清雍正五年（1727年）所封。现为清乾隆初期建筑风格。

## 图集
- 石坊及山门
- 献殿及左右碑亭
- 献殿
- 崇宁殿
- 崇宁殿内暖阁
- 娘娘殿
- 太子殿
- 圣祖殿